# Cao Huy Diệu
Cao Huy Diệu (? - ?), tự Cửu Chiếu, hiệu Hồng Quế Hiên, là một danh sĩ thời Nguyễn trong lịch sử Việt Nam.

## Tiểu sử
Cao Huy Diệu là người làng Phú Thị, huyện Gia Lâm, trấn Kinh Bắc, tỉnh Bắc Ninh xưa (nay là xã Phú Thị, huyện Gia Lâm, thành phố Hà Nội). Ông là nội tổ danh sĩ Cao Bá Quát.
Năm Đinh Mão (1807), nhà Nguyễn mở khoa thi Hương đầu tiên ở Bắc Thành, Cao Huy Diệu đi thi và đỗ thủ khoa tại trường thi Kinh Bắc. Ông được bổ quan, lần lượt trải chức Tri phủ Quốc Oai, Thị lang bộ Lại, Đốc học trấn Hà Tiên.
Ông mất vào khoảng cuối đời Gia Long.

## Tác phẩm
Tác phẩm Cao Huy Diệu để lại có Hồng Quế Hiên thi tập bằng chữ Hán. Hoàng Thạch Giang có giới thiệu về thơ của ông:
Thơ ông phần nhiều viết về thiên nhiên và một vài cảnh sinh hoạt ở nông thôn. Cảnh của ông giản dị, mộc mạc. Lời thơ trong sáng, có nhiều hình ảnh. Đọc thơ ông, thấy ông là một người nhân hậu, không sôi nổi nhưng lạc quan, yêu đời.
Ngoài ra, ông còn là tác giả của nhiều bài văn bia trong đó có Thoại Sơn bi ký, được viết trong khoảng 1818-1819..

## Giới thiệu thơ
Hoàng Thạch Giang đã tuyển 16 bài thơ trong Hồng Quế Hiên thi tập để giới thiệu trong bộ sách Văn học thế kỷ 18.

## Sách tham khảo
- Nguyễn Thạch Giang, Văn học thế kỷ 18. Nhà xuất bản Khoa học Xã hội, Hà Nội, 2004.
- Nguyễn Q. Thắng & Nguyễn Bá Thế, Từ điển nhân vật lịch sử Việt Nam. Nhà xuất bản Khoa học Xã hội, Hà Nội, 1992.